# Gesundheitssystem von Mexiko

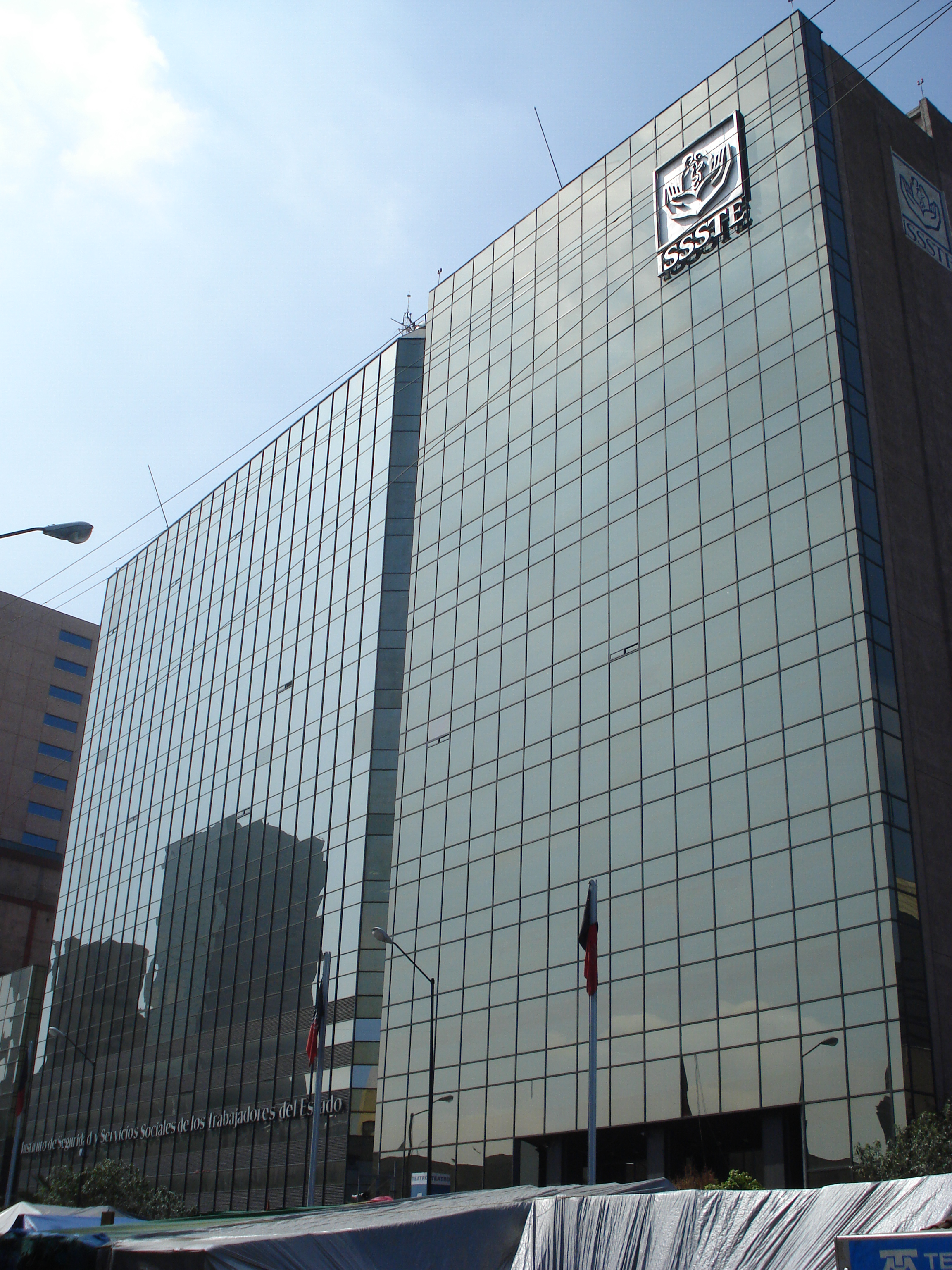
Hauptsitz des ISSSTE in Mexico City.

Das Gesundheitssystem von Mexiko umfasst öffentliche und private Einrichtungen sowie private Ärzte. Dienstleistungen des Gesundheitssystems werden komplett auf dem freien Markt gehandelt, also sind diese denen vorbehalten, die es sich leisten können. Dies betrifft auch Ärzte, die in ihrer eigenen Praxis oder in einer Klinik arbeiten. Andererseits konnte seit 2012 durch einen ausgeklügelten Versorgungsprozess sichergestellt werden, dass ein großer Teil der mexikanischen Bevölkerung medizinisch versorgt wird. Ende 2013 gab es 4466 Krankenhäuser in Mexiko.

## Geschichte

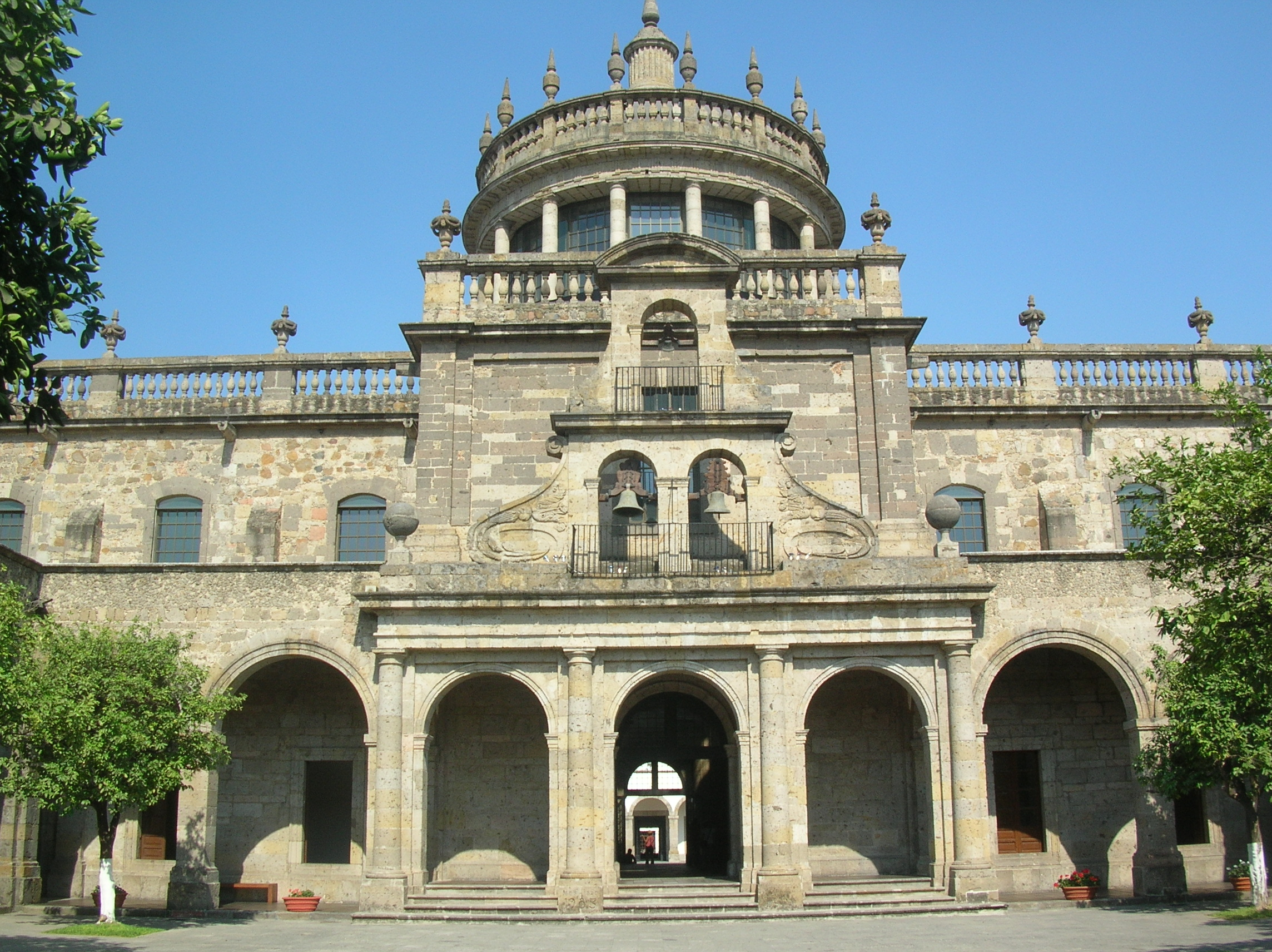
Hospicio Cabañas in Guadalajara ist ein UNESCO-Welterbe

Krankenhäuser gab es in Mexiko erstmals im frühen 16. Jahrhundert, eingeschlossen der Krankenhäuser, die exklusiv für die indigene Bevölkerung waren. Einige wurden von der Krone gegründet, andere wurden privat gestiftet, die meisten allerdings von der katholischen Kirche. Bischof Vasco de Quiroga gründete Krankenhäuser in Michoacán im 16. Jahrhundert. In Mexiko-Stadt gründete der Eroberer Hernán Cortés das Krankenhaus Hospital de Jesús Nazareno für Indianer, das noch heute als Krankenhaus fungiert. Das Hospicio Cabañas in Guadalajara, Jalisco, Mexiko, wurde 1791 eröffnet. Diese Einrichtung ist noch immer in Betrieb und ist nun UNESCO-Welterbe. Dieses Hospital ist eines der ältesten und größten in Lateinamerika. Zweck der Gründung durch den Bischof von Guadalajara war die Anbietung der Funktionen Arbeitshaus, Hospital, Waisenhaus und Armenhaus unter einem Dach.
Das mexikanische Gesundheitsprogramm IMSS wurde 1943 während der Präsidentschaft von Manuel Avila Camacho errichtet. In den frühen 1990er Jahren zeigte sich klar, dass Mexiko sich nun in einem Übergangsstadium bei der Gesundheitsversorgung der Bevölkerung befand. Verglichen mit 1940 oder auch 1970 hatte das Mexiko der 1990er Jahre sichtbare Sterblichkeitszahlen, die eher einem entwickelten Land entsprachen. Während der Schweineinfluenza 2009 sagte der WHO Direktor, dass Mexiko vorbildlich reagiere. Damit meinte er schnelles und transparentes Melden, gute Kontrollmessungen und großzügiges Bereitstellen von Daten und Proben. Auch die CDC-Grippe-Direktorin Nancy Cox sprach von einer die Welt beeindruckenden Reaktion von Mexiko.
Das Zentrum für Forschung und Entwicklung in Gesundheitswissenschaften in Monterrey besteht seit 2009.

## Private Gesundheitsversorgung
Etwa zwei Drittel der 2988 Krankenhäuser Mexikos sind privat, jedoch sind weniger als 10 % der mexikanischen Bevölkerung ausreichend versichert, sodass ein Großteil der Bevölkerung diese Dienstleistungen privat zahlen muss.

## Staatliche Gesundheitsversorgung

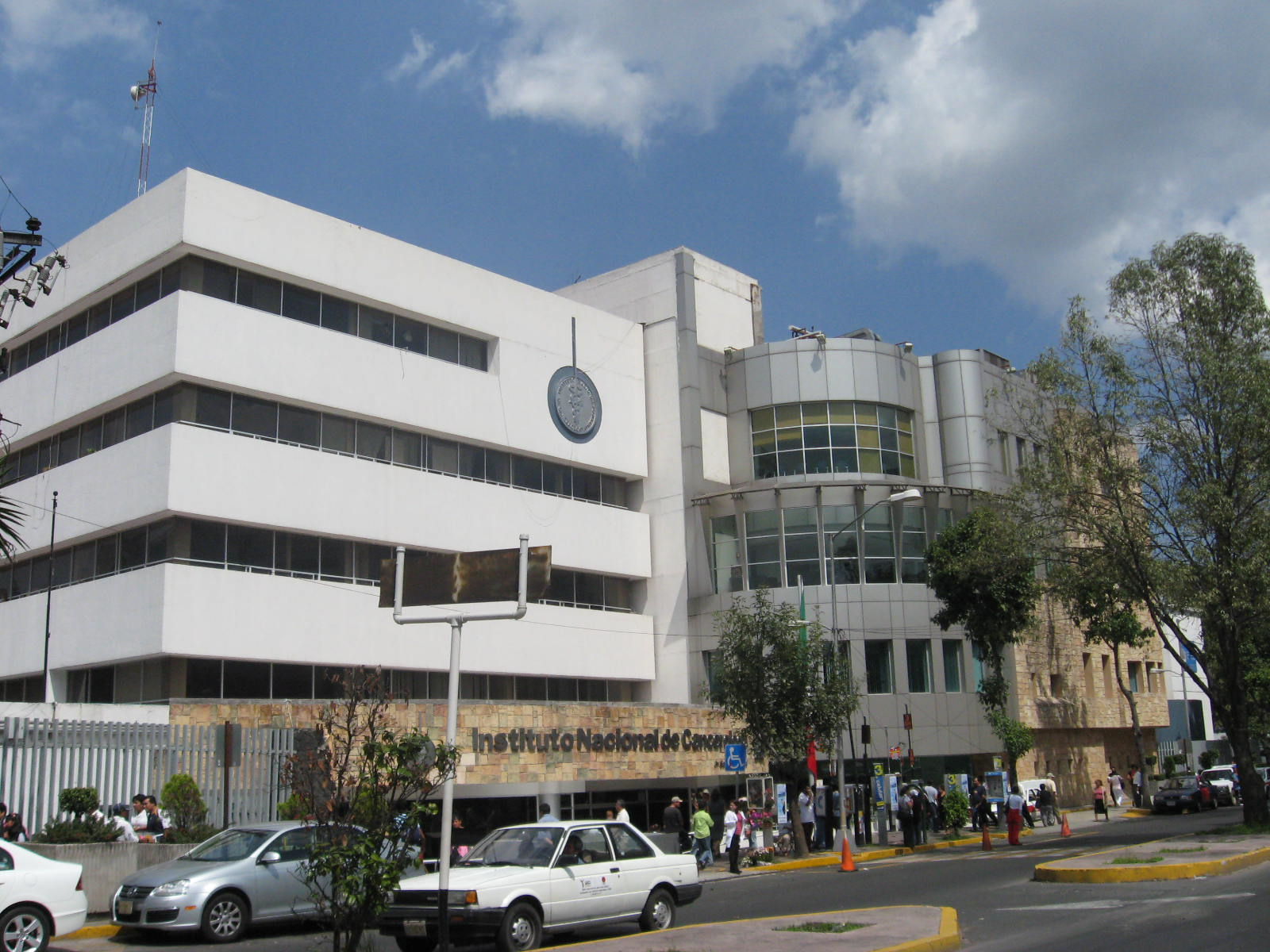
Das Instituto Nacional de Cancerología

Staatliche Gesundheitsversorgung wird durch ein aufwendiges System durch die mexikanische Regierung bereitgestellt. Es steht laut Artikel 4 der mexikanischen Verfassung allen mexikanischen Bürgern zur Verfügung. Die Versorgung ist je nach Arbeitsverhältnis (Spanisch: derechohabiente’s) vom Staat teilweise oder ganz subventioniert. Alle mexikanischen Bürger sind grundsätzlich empfangsberechtigt für subventionierte Gesundheitsleistungen der Einrichtungen des bundesstaatlichen Secretaría de Salud (vergleichbar mit einem Gesundheitsministerium), unabhängig vom Beschäftigungsverhältnis.
Das Secretaría de Salud bietet allen Mexikanern, die keine formale Beschäftigung haben Versorgung. Dieses Programm versorgt über 55 Millionen Menschen. Zur Inanspruchnahme der staatlichen Hilfsprogramme berechtigt sind jedoch auch Bürger in einem Beschäftigungsverhältnis und die von ihnen abhängigen Menschen. Das IMSS-Programm stützt sich finanziell auf drei Säulen: Arbeitnehmer, Arbeitgeber und Staat. Etwa 58 Millionen Mexikaner werden durch das IMSS versichert.
Das IMSS ist nicht für Angestellte des öffentlichen Sektors zuständig. Diese werden durch das Instituto de Seguridad y Servicios Sociales de los Trabajadores del Estado (ISSSTE, deutsch: Institut für soziale Sicherheit und Dienstleistungen für Angestellte des Staates) versichert. Es ist zuständig für alle Gesundheits- und Sozialleistungen an Staatsbedienstete auf lokaler, regionaler und nationaler Ebene. Unter die Zuständigkeit des ISSSTE fallen fast 13 Millionen Menschen. Die Regierungen der Staaten in Mexiko haben auch unabhängig von den Programmen der mexikanischen Bundesregierung eigene Gesundheitsprogramme. In den meisten Staaten gibt es kostenlose oder teilweise subventionierte Leistungen für die Bürger des jeweiligen Staates. Das Secretaría de Salud ist mit 809 Krankenhäusern in ganz Mexiko die größte öffentliche Institution im Gesundheitswesen des Landes. Das IMSS garantiert den angestellten Bürgern und deren Familien Krankenhausversorgung in den zugehörigen 279 Krankenhäusern. Das ISSSTE garantiert den Staatsbediensteten die Versorgung in ihren 115 Krankenhäusern. Die restlichen 279 Krankenhäuser Mexikos gehören zu den Einrichtungen des Staates, dem Secretaría de la Defensa Nacional (Verteidigungsministerium), dem Secretaría de Marina (Marine), dem Mineralölunternehmen Petroleos Mexicanos und dem Roten Kreuz. Die staatliche Krankenhausinfrastruktur muss 1,973 Millionen km² abdecken. Entsprechend besteht die öffentliche Versorgung auch aus einem ausgedehnten Netz von vielen kleinen Krankenhäusern. Über 50 % dieser öffentlichen Einrichtungen haben weniger als 50 Betten.

## Rettungsdienst
In einer Arte-Dokumentation aus dem Jahr 2019 wird berichtet, dass in Mexiko-Stadt für circa 9 Millionen Einwohner lediglich 45 Krankenwagen zur Verfügung stehen. Dies führt zum Vorhandensein von privaten Notfallambulanzen ohne Zulassung und nachgewiesene Mindeststandards, welche im Notfall von korrupten Polizeibediensteten Notrufe weitergeleitet bekommen, sich im Anschluss Verfolgungsjagden zum Unfallort liefern und auf die private Zahlungsbereitschaft und -fähigkeit der behandelten Personen angewiesen sind.

## Statistik

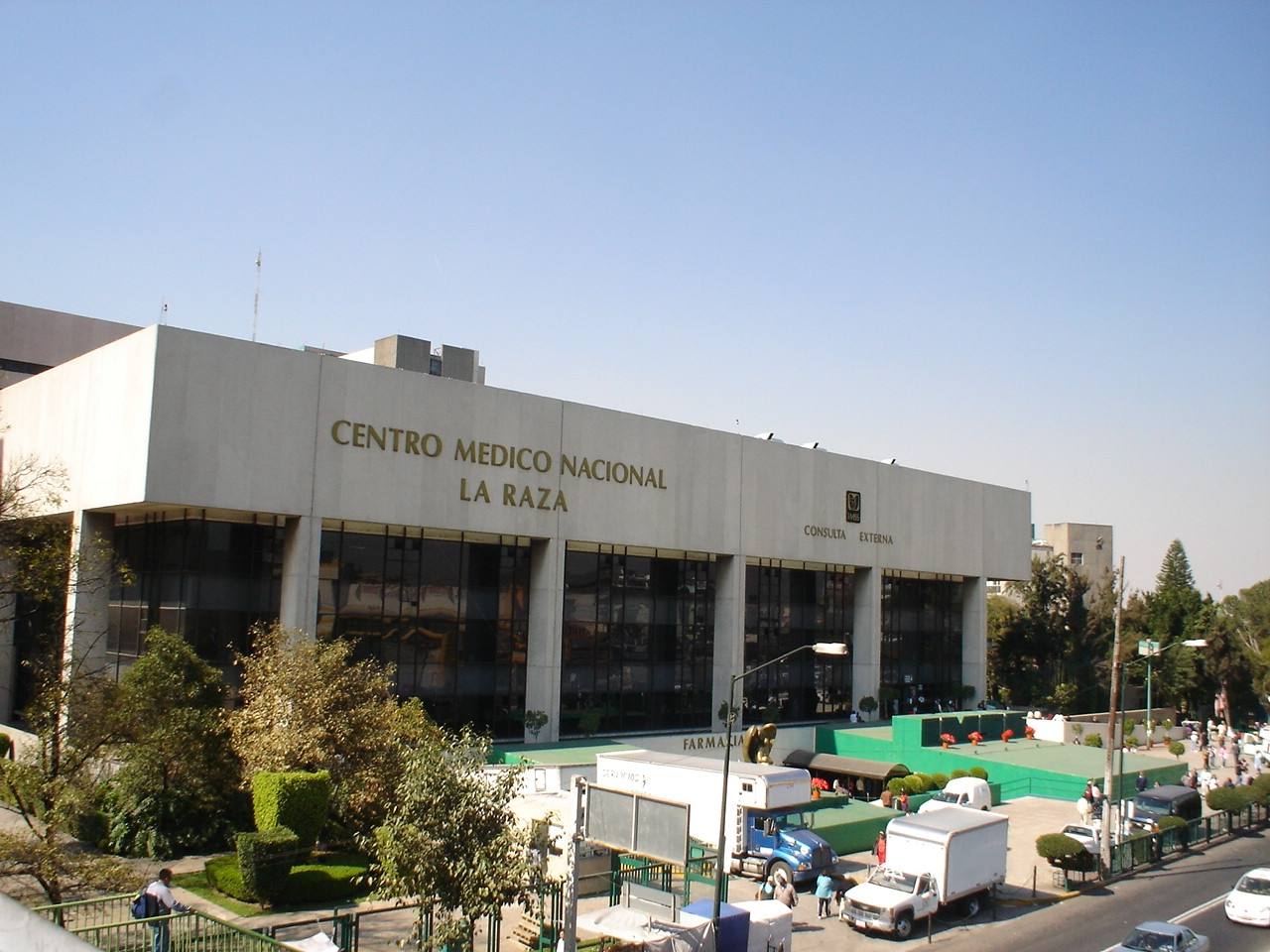
Das IMSS La Raza Medical Center, ein typisches öffentliches Krankenhaus in Mexiko

Statistiken zeigen, dass sich das Gesundheitssystem in Mexiko seit den 1970er Jahren sehr verbessert hat. Jedoch liegt Mexiko im OECD-Vergleich sowohl im Gesundheitsniveau als auch in der Versorgungsverfügbarkeit zurück.
Entwicklung der Lebenserwartung in Mexiko über Zeit
| Zeitraum  | Lebenserwartung in Jahren | Zeitraum  | Lebenserwartung in Jahren |
| --------- | ------------------------- | --------- | ------------------------- |
| 1950–1955 | 50,7                      | 1985–1990 | 69,9                      |
| 1955–1960 | 55,3                      | 1990–1995 | 71,9                      |
| 1960–1965 | 58,5                      | 1995–2000 | 73,7                      |
| 1965–1970 | 60,3                      | 2000–2005 | 74,9                      |
| 1970–1975 | 62,6                      | 2005–2010 | 75,7                      |
| 1975–1980 | 65,3                      | 2010–2015 | 76,5                      |
| 1980–1985 | 67,8                      |           |                           |

Quelle: UN

## Effizienz und Erschwinglichkeit

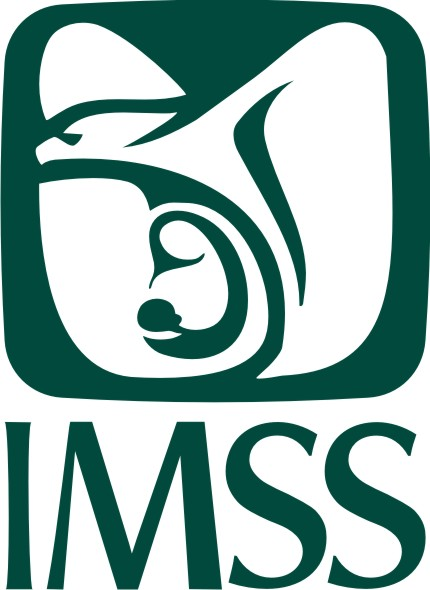
Logo des IMSS.

Einwohner der Vereinigten Staaten, die nah an der Grenze zu Mexiko leben, passieren immer öfter die Grenze zu Mexiko für medizinische Versorgung. Beliebte Behandlungen sind unter anderem zahnärztliche Versorgung und plastische Chirurgie. Zahnärztliche Behandlungen in Mexiko kosten oftmals nur etwa 20 bis 25 Prozent von Behandlungen in den USA, während andere medizinische Dienstleistungen in Mexiko etwa ein Drittel kosten.

## Allgemeine Krankenversicherung
Am 1. Dezember 2006 schuf die mexikanische Regierung ein neues Krankenversicherungsprogramm für eine neue Generation. Dem folgte am 16. Februar 2009 die Ankündigung von Präsident Felipe Calderon zum Gesundheitswesen, in der er erklärte, dass bei anhaltendem Fortschritt des Landes ab 2011 eine allgemeine Krankenversicherung finanzierbar sei. Eine allgemeine Krankenversicherung für schwangere Frauen wurde am 28. Mai 2009 angekündigt und seit August 2012 ist die allgemeine Krankenversicherung für jedermann eingeführt.

## Soziale Einflüsse
Soziale Determinanten der Gesundheit in Mexiko sind Faktoren, die das Gesundheitsniveau in bestimmten Bevölkerungsgruppen beeinflussen. Diese Faktoren bestehen aus Bedingungen, in denen Menschen aufwachsen, leben, arbeiten und altern. Die Ungleichheit des Gesundheitsniveaus in den Bevölkerungsgruppen wird von sozialen Faktoren beeinflusst. In der letzten Dekade zeigte sich in Mexikos Gesundheitssystem ein großer Fortschritt, denn der Zugang zu Dienstleistungen im Gesundheitssektor ist deutlich vergrößert worden. Die Sterblichkeitsrate ist auch gesunken. Allerdings weist das Gesundheitssystem noch immer große Ungleichheiten auf und das Gesundheitsniveau ist weiterhin von sozialen Faktoren bestimmt.